# Chebsaurus
Chebsaurus là một chi khủng long, được Mahammed Läng Mami Mekahli Benhamou Bouterfa Kacemi Chérief Chaouati & Taquet mô tả khoa học năm 2005.